# Liste der Bodendenkmale in Süderfahrenstedt
In der Liste der Bodendenkmale in Süderfahrenstedt sind die Bodendenkmale der Gemeinde Süderfahrenstedt nach dem Stand der Bodendenkmalliste des Archäologischen Landesamts Schleswig-Holstein von 2016 aufgelistet.
| Denkmal-ID           | Befundart           | Bezeichnung         | Zeitstellung                 | Lage | Bemerkungen | Bild |
| -------------------- | ------------------- | ------------------- | ---------------------------- | ---- | ----------- | ---- |
| aKD-ALSH-Nr. 003 988 | Grabmal > Grabhügel | Grabhügel „Ughyi“   | Vor- und/oder Frühgeschichte |      |             |      |
| aKD-ALSH-Nr. 003 989 | Grabmal > Langbett  | Langbett/Steinreihe | Neolithikum                  |      |             |      |